# Clarissa von Ranke
Pour les articles homonymes, voir Ranke.
Clarissa "Clara" von Ranke (8 avril 1808 - 30 avril 1871) est une poète et animatrice de salon irlandaise.

## Biographie et famille
Clarissa von Ranke est née Clarissa Helena Graves à Dublin en 1808. Elle est la fille aînée du juge en chef de la police de Dublin, John Crosbie Graves (1776–1835) et d'Helena, fille du révérend Charles Perceval. La famille vit au 12, Fitzwilliam Square. Ses frères sont John Thomas Graves, professeur de mathématiques à l'University College de Londres, Robert Perceval Graves, fondateur de l'Alexandra College de Dublin et le révérend Charles Graves, évêque de Limerick. Ranke fait ses études en Angleterre et en Europe, avec un talent pour les langues, la littérature et la musique, et surtout la poésie en particulier. Après la mort de son père, Ranke voyage à travers l'Europe avec sa mère,.
Elle rencontre l'historien allemand Léopold Ranke à Paris en juillet 1843. Ils se fiancent à Londres et se marient en octobre 1843 à Bowness-on-Windermere en Angleterre. Le couple a trois fils, dont l'un meurt en bas âge, et une fille. Le fils de son frère Charles, Alfred Perceval Graves, épouse son arrière-petite-nièce Amélie Elisabeth Sophie von Ranke,. Plus tard, son mari est anobli et le nom de famille devient « von Ranke ».

## Vie à Berlin
Ils emménagent à Berlin après leur mariage, vivant sur la Luisenstraße, accueillant un large cercle social au « Salon Ranke ». Leur salon accueille des professionnels du monde entier, accueillant des cours de littérature et de poésie, des discussions sur l'histoire et la politique et des soirées musicales. Parmi les participants réguliers figurent August Wilhelm Schlegel, Lord Francis Napier, Sir Andrew Buchanan, Friedrich Wilhelm Joseph Schelling et les frères Grimm. Le salon est considéré comme conservateur, mais on discute aussi sur les échanges culturels, la construction de la nation en Irlande et au-delà, la position des femmes dans la société, ainsi que le rôle de la religion dans la société.
Ranke maintient un vif intérêt pour l'Irlande, écrivant à son frère Robert en 1846 au sujet de la menace d'une famine irlandaise, elle note « Vous mangez tous trop en Angleterre et finirez par affamer vos voisins les plus pauvres. » Dans sa correspondance avec Julia Garnett Pertz, l'épouse d'un historien allemand, Ranke s'intéresse à l'émancipation des esclaves et à la réforme sociale, ainsi qu'à la défense de l'éducation des femmes. Elle donne des cours d'anglais, de français et d'italien, et prend part à des concours de piano avec Felix Mendelssohn. Ranke parle couramment dix langues et en connait vingt. Les poèmes de Ranke paraissent dans le Coronal of English verse de Thomas Solly (Berlin, 1864) et le Treasury of English sonnets de Main (1880). Elle aide son mari dans son travail d'historien pendant près de 30 ans. Elle lui trouve un traducteur anglais compétent et traduit parfois elle-même son travail à des fins de comparaison. En 1869, elle salue le démantèlement de l'Église d'Irlande, partageant avec son frère Robert l'espoir que les protestants et les catholiques pourraient coexister pacifiquement.
Ranke souffre d'une mauvaise santé pendant plusieurs années, ce qui l'amène à s'intéresser aux questions infirmières et médicales. Elle rencontre Florence Nightingale et s'implique dans des programmes d'aide aux soldats blessés. Elle meurt à Berlin le 20 avril 1871 et est enterrée au Friedhof II der Sophiengemeinde Berlin.